# Limnophyton angolense
Limnophyton angolense är en svaltingväxtart som beskrevs av Franz Georg Philipp Buchenau. Limnophyton angolense ingår i släktet Limnophyton och familjen svaltingväxter. Inga underarter finns listade.